# FPV-пілотування

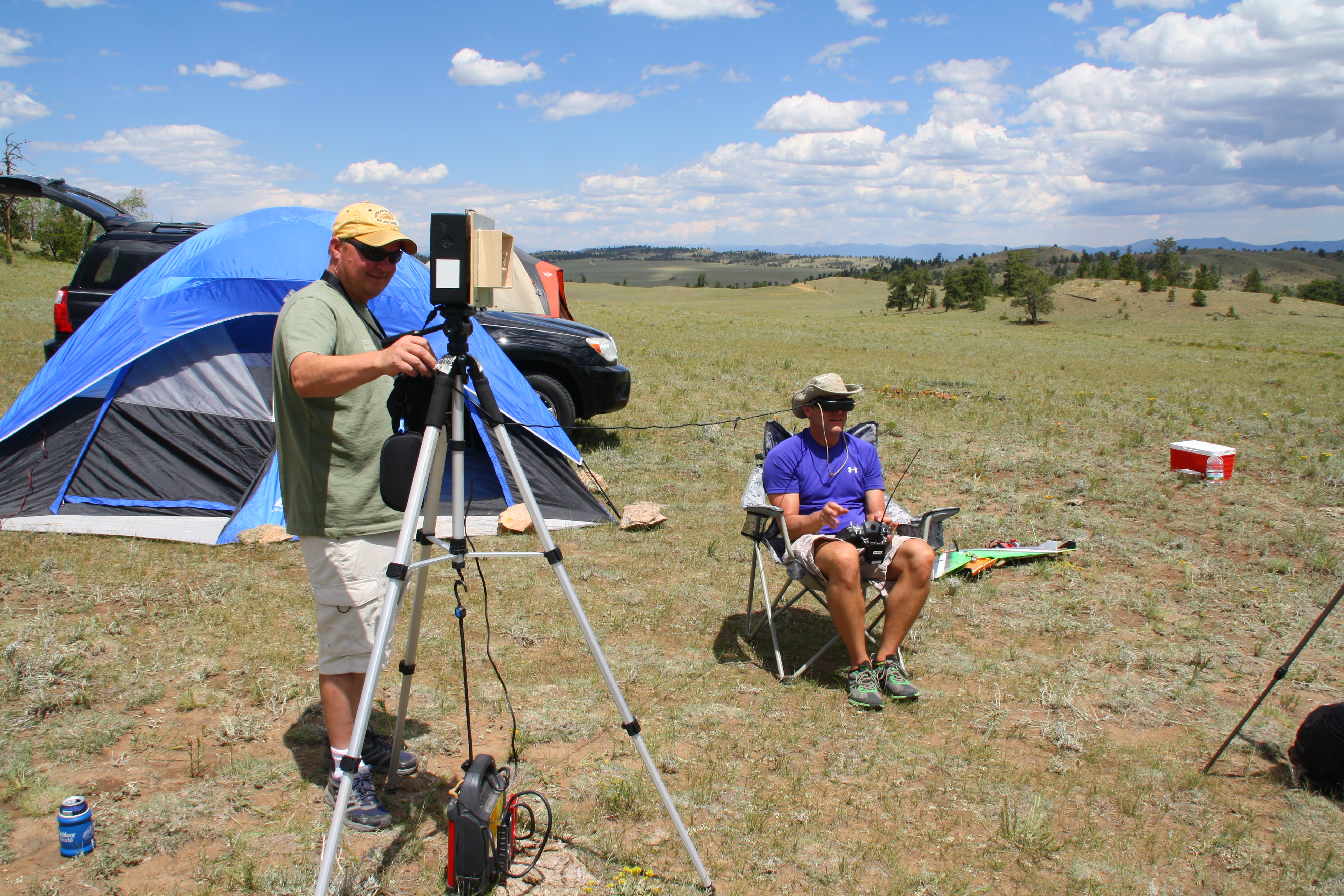
FPV-пілот керує моделлю спостерігаючи у відеоокуляри, помічник направляє антену відеозвязку в бік літака

FPV-польоти (від англ. First Person View, скор. FPV — вид від першої особи) — один із напрямів аматорського авіамоделізму, в якому пілот керує моделлю, спостерігаючи зображення, що передається з камери моделі, у спеціальних відеоокулярах або на моніторі. Часто використовується в перегонах дронів.
У цьому випадку здійснюється не тільки керування авіамоделлю за радіоканалом системи радіокерування, а й приймання сигналу та інформації з моделі по додатковому відеорадіоканалу в режимі реального часу.
Пілот, керуючи авіамоделлю, спостерігає не за нею, а бачить зображення, що отримується з відеокамери, за допомогою пристроїв відображення, наприклад моніторів, телевізорів, відеоокулярів. У такий спосіб досягається ефект присутності пілота в кабіні літака.
Розділяють два напрями оснащення апаратурою: Low Range FPV і Long Range FPV. У першому випадку використовують стандартний набір для FPV, що включає малопотужний передавач відеосигналу, який дає змогу літати в зоні дії стандартного передавача радіокерування. Для польотів на більшу відстань використовують підсилювачі потужності або потужніші передавачі (як для апаратури керування, так і для передачі відеосигналу з моделі). Деякі аматори досягають дальності FPV-польоту до 40—100 км.
Під час російського вторгнення в Україну 2022 року набули надзвичайного поширення озброєні FPV-дрони, оснащені вибуховими бойовими частинами.

## FPV-носії

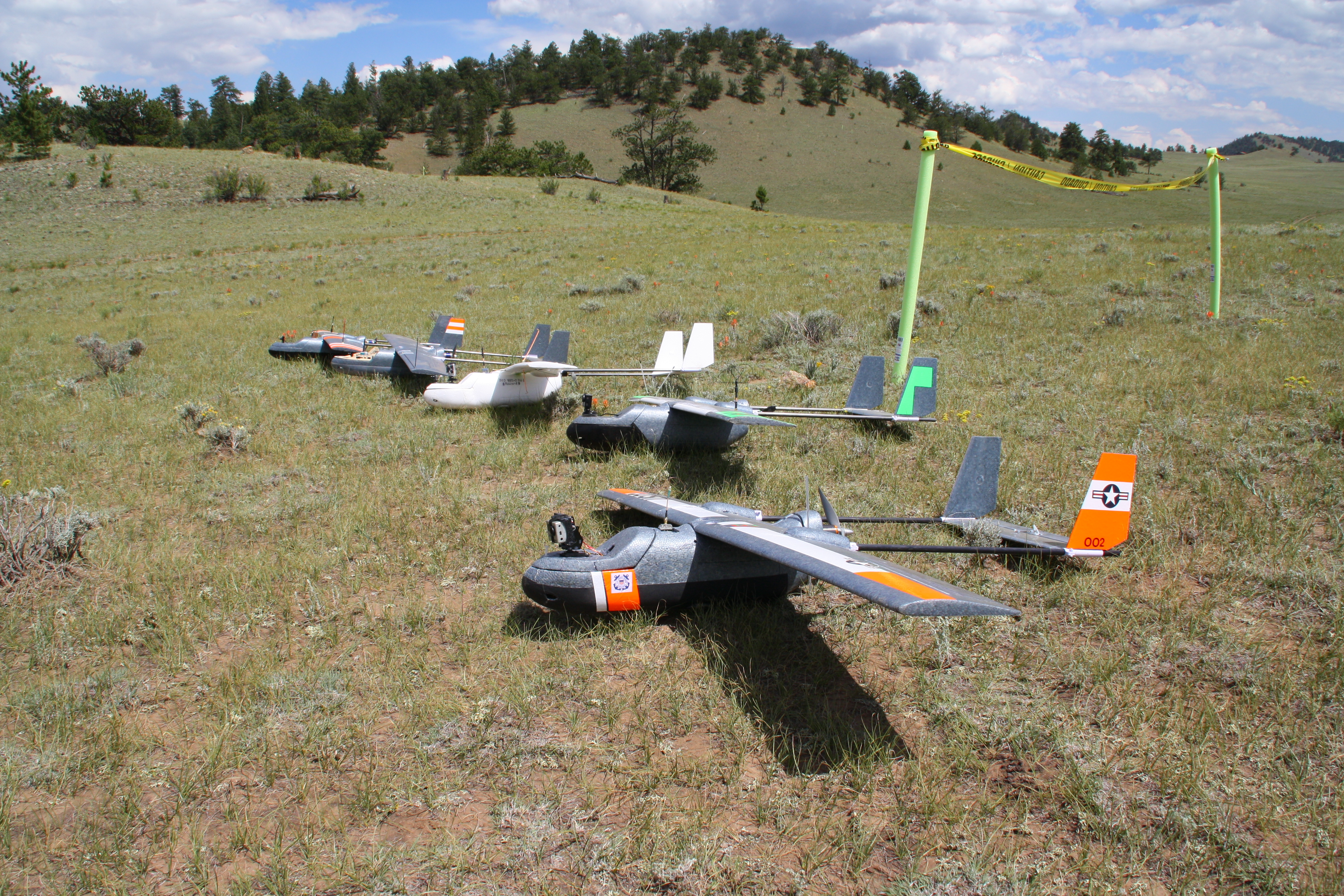
Популярні моделі літаків «Sky Hunter» для FPV-польотів. В носовій частині встановлено керовані відеокамери, видно також антени радіокерування та відеопередавача

Для FPV-польотів можна пристосувати будь-який літальний апарат, починаючи від планера й закінчуючи мультироторними системами. Важливою особливістю FPV-носія є можливість розміщення на ньому відеокамери таким чином, щоб частини моделі не попадали в кадр. Для цього використовують моделі літаків, у яких електродвигун зі штовхальним пропелером розміщено в задній частині.
На моделі встановлюється бортовий передавач відеосигналу, приймач сигналу керування, блок телеметрії, автопілот, система стабілізації та керування відеокамерою. Іноді на FPV-носії встановлюють додаткову батарею живлення, що забезпечує роботу бортового комплексу FPV.

## Апаратура FPV

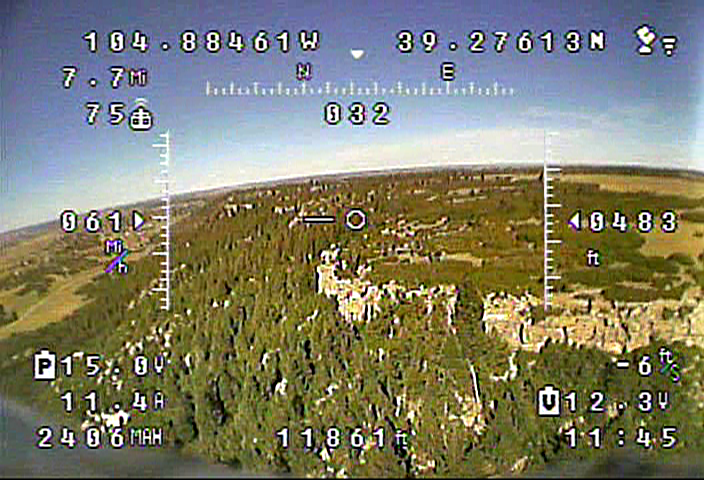
OSD інформація на відеозображенні, що спостерігає FPV-пілот

### Бортові відеокамери
Бортові відеокамери можуть бути досить різними як за розміром і вагою, так і за характеристиками. Найчастіше використовуються мікрокамери з поворотним механізмом, але можливе використання і цифрових камер (як-от Sony NEX-3 або камери GoPro) на стабілізованій підвісці.

### Системи передачі/приймання відеосигналу
На ринку представлені різні системи приймання та передачі відеосигналу. Основні характеристики — частота-носій і потужність передавача. Найбільш поширеними частотами, які використовують аматори для передачі відео, є 900 МГц; 1,2 ГГц; 2,4 ГГц та 5,8 ГГц (з потужністю передавачів 0,2—1,5 Вт).
Основні характеристики систем передачі/приймання відеосигналу:[джерело?]
- Частота-носій: Це частота, на якій передається відеосигнал. Найбільш поширеними частотами для FPV є 900 МГц, 1,2 ГГц, 2,4 ГГц і 5,8 ГГц. Кожна частота має свої переваги та недоліки.
- Потужність передавача: Це потужність сигналу, що передається з дрона. Чим вища потужність, тим більша дальність дії сигналу. Однак більш потужні передавачі також зазвичай більші та важчі.
- Тип сигналу: Існує два основних типи відеосигналу: аналоговий і цифровий. Аналогові сигнали зазвичай дешевші та простіші, але вони можуть бути більш сприйнятливі до перешкод. Цифрові сигнали, як правило, забезпечують більш чітке зображення, але вони можуть бути дорожчими та складнішими

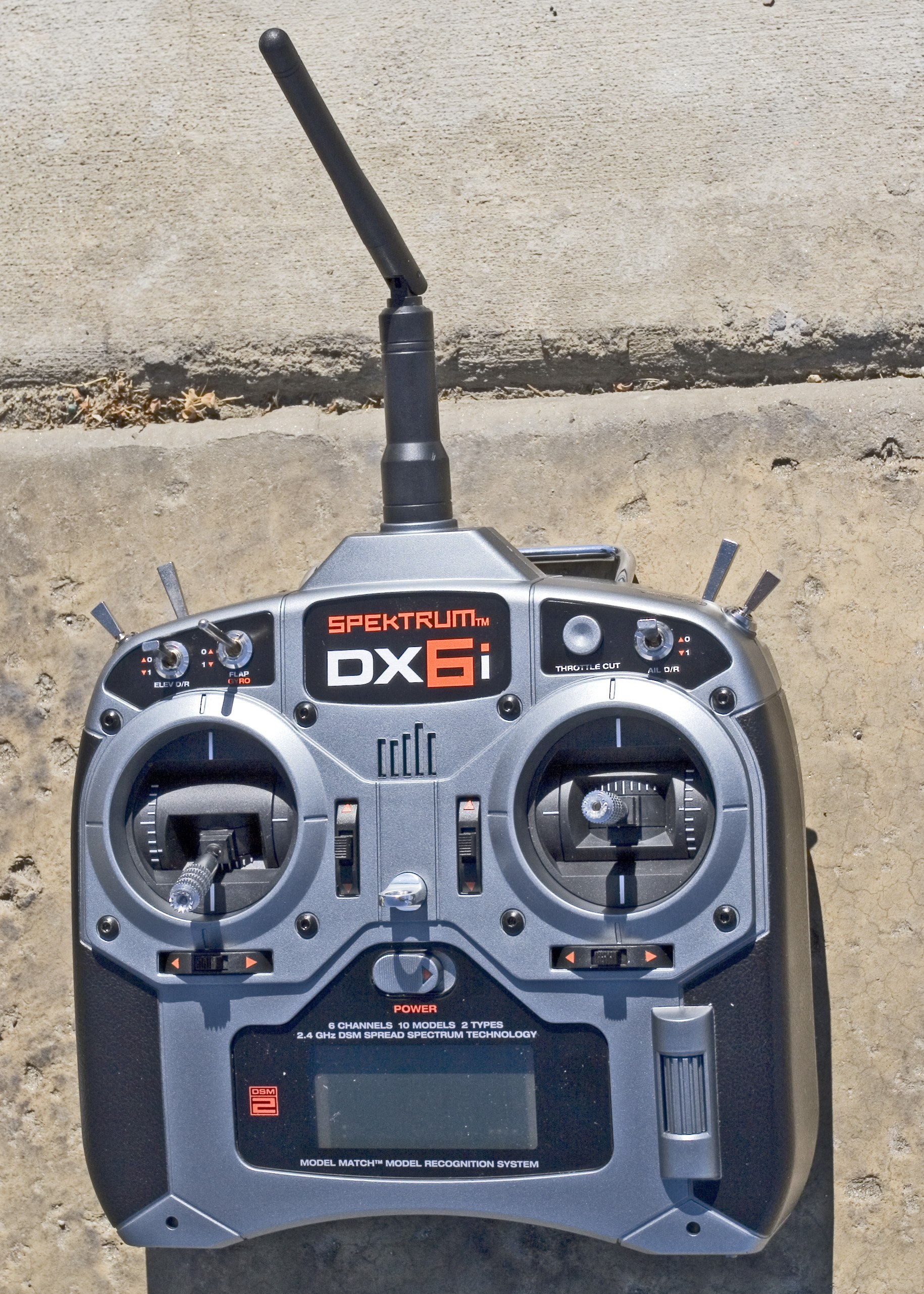
6-канальна комп'ютеризована авіаційна радіостанція Spectrum DX6i з розширеним спектром, яка може використовуватися, як для вертольотів, так і для моделей з нерухомим крилом

- 6-канальна комп'ютеризована авіаційна радіостанція Spectrum DX6i з розширеним спектром, яка може використовуватися, як для вертольотів, так і для моделей з нерухомим криломДодаткові функції: Деякі системи передачі/приймання відеосигналу пропонують додаткові функції, такі як OSD (On-Screen Display) або вбудований DVR (Digital Video Recorder). OSD може відображати на екрані польотну інформацію, таку як висота, швидкість і напруга акумулятора, графічні елементи для спрощення пілотування дроном, назву дрона. DVR може записувати відео з камери дрона.

### Телеметрія/системи стабілізації/автопілот
OSD (англ. On-Screen Display, відображення інформації на екрані) дає змогу виводити на екран корисну для пілота польотну інформацію: висота польоту, напрямок, швидкість, напруга й струм споживання від бортової батареї, відстань від пілота тощо. На основі цих даних може працювати система стабілізації апарата й автопілота.

## Допоміжне наземне обладнання
Під час польотів Long Range FPV часто використовують наземні станції. Вони зазвичай складаються зі штатива, на якому закріплено вузькоспрямовану антену, що передає літальному апарату команди з пульта керування, і різноспрямованої антени, що приймає сигнал з відеопередавача.
Можливе також використання додаткового підсилювача сигналу з передавача апаратури радіокерування перед подачею на вузькоспрямовану антену, що дає змогу значно збільшити дальність сигналу радіокерування. Недоліком такого методу є сам принцип роботи вузькоспрямованих антен — доводиться відволікатися від пілотування, щоб спрямувати антену в бік літального апарата. Для усунення цього недоліку використовують трекінгові антенні системи (FPV Antenna tracker). Деякі користувачі також установлюють на такі станції невеликі контрольні монітори, які підключають безпосередньо до приймача відеосигналу.

## Військове застосування
Під час російського вторгнення в Україну 2022 року FPV-дрони набули надзвичайного поширення як дрони-камікадзе, оснащені вибуховими бойовими частинами.

## Безпека та регулювання

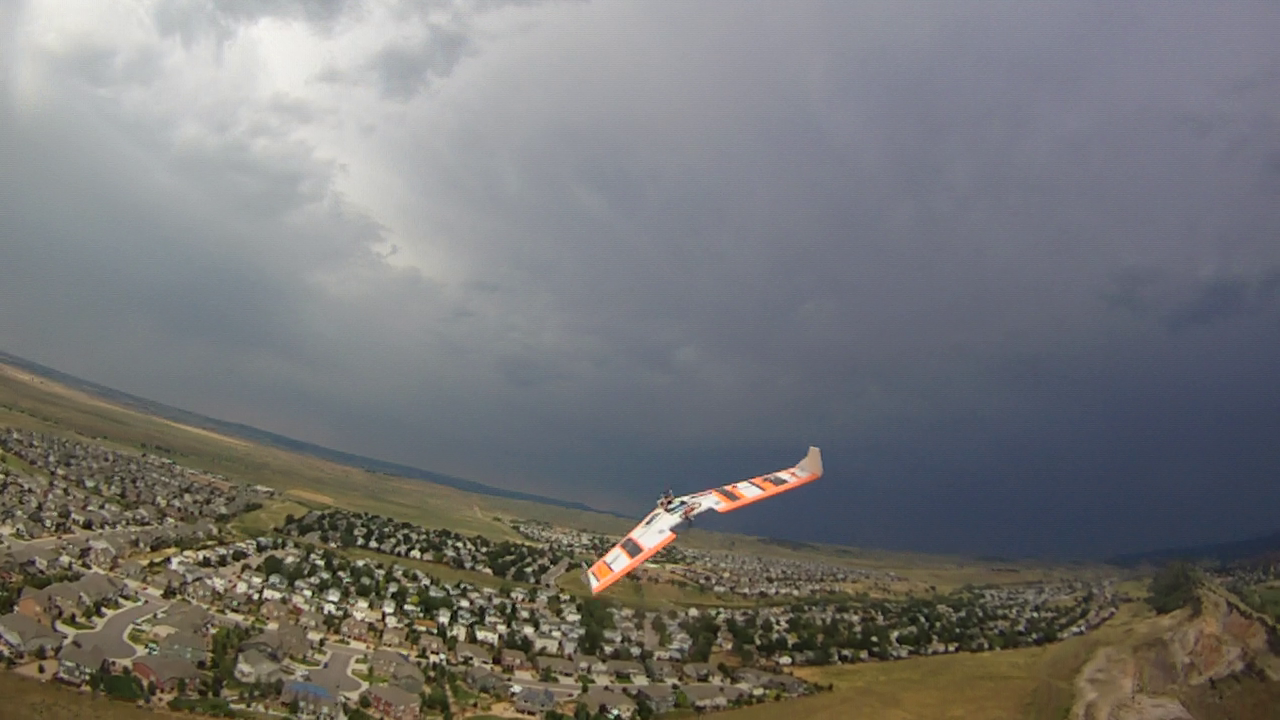
FPV-модель літака «літаюче крило» в польоті, відзнята з борту іншої моделі керованої FPV

FPV-польоти зародились на межі 2010-х років як хобі аматорів авіамоделізму. Пілот літальної моделі за допомогою апаратури FPV досягає ефекту присутності в кабіні літака. Також проводяться змагання, що включають польоти по маршрутах, досягнення максимальної висоти, навіть перегони FPV-дронів. Окрім цього, подібні апарати мають прикладне значення, їх професійно використовують для проведення фото- та відеозйомки з повітря, у військовій справі тощо. Однією з перших голлівудських повнометражних стрічок, де було використано FPV-польоти в операторській роботі, стало «Червоне повідомлення» (2021).
У більшості країн існує законне регламентування порядку використання таких дронів за межами місць, відведених для польотів авіамоделістів. Порушення правил використання повітряного простору може створювати істотну загрозу безпеці повітряних польотів. Кримінальний кодекс України (стаття 282) передбачає покарання за «вчинення дій у повітряному просторі», які створили таку загрозу або спричинили потерпілим тілесні ушкодження, завдали великої матеріальної шкоди або спричинили загибель людей.